# بشاوی
بشاوی (به عربی: بشاوی) یک روستا در سوریه است که در ناحیه وادی العیون واقع شده‌است. بشاوی ۲۵۳ نفر جمعیت دارد.